# Purpuricenus mesopotamicus
Purpuricenus mesopotamicus är en skalbaggsart som beskrevs av Al-ali och Ghazally Ismail 1987. Purpuricenus mesopotamicus ingår i släktet Purpuricenus och familjen långhorningar. Inga underarter finns listade i Catalogue of Life.